# هجوم سنجار (ديسمبر 2014)
هجوم سنجار كان عبارة عن مزيج من عمليات مكونة من قوات البشمركة الكردية، وحزب العمال الكردستاني، ووحدات حماية الشعب في ديسمبر 2014، لاستعادة المناطق التي سيطرة عليها داعش خلال هجومهم في أغسطس 2014.
في هجوم استمر لمدة ستة أيام، سيطر حزب العمال الكردستاني وقوات البشمركة على جزء من مدينة سنجار وجزء من الجبال التي كانت قد احتلتها داعش في أغسطس 2014، ووسّعوا هجومهم ليشمل تلعفر.

## خلفية
في أغسطس 2014، شن تنظيم الدولة الإسلامية في العراق والشام هجومًا في شمال العراق ودخل المناطق التي يسيطر عليها الأكراد في محافظة نينوى، واستولى على مدينة سنجار وغيرها. فر حوالي 50,000 من الإيزيديين إلى جبال سنجار، التي تقع شمال المدينة، وبقوا هناك. 
بحلول نهاية أغسطس، غادرت غالبية هؤلاء الـ 50,000 من الإيزيديين الجبال، رغم أن عدة آلاف منهم بقوا هناك. وظلت داعش تسيطر على مدينة سنجار والمدخل الجنوبي لجبال سنجار.
في 21 أكتوبر 2014، استولت داعش على أراضٍ شمال الجبال، مما قطع طريق الهروب إلى المناطق الكردية. ثم انسحبت الميليشيات الإيزيدية إلى داخل جبال سنجار، حيث قُدر عدد اللاجئين المدنيين الإيزيديين هناك بما يتراوح بين 2,000 و7,000.  مصدر أمريكي وصف هذا الوضع الجديد بأنه "حصار" جزئي لداعش على سلسلة الجبال.

## هجوم

### هجوم البيشمركة

#### هجوم على منطقة سنجار
في 17 ديسمبر 2014، في الساعة 7 صباحًا (04:00 بتوقيت غرينتش)، شنت قوات البشمركة، بقيادة مباشرة من مسعود بارزاني، رئيس إقليم كردستان العراق، هجومًا على منطقة سنجار، بدعم من غارات جوية شنتها قوات التحالف بقيادة الولايات المتحدة والتي بدأت في الليلة السابقة. حوالي 8,000 من قوات البشمركة بدأوا التقدم غربًا من زمار، التي كانت قد استعادتها البشمركة في أكتوبر 2014. تم تنفيذ ما مجموعه 45 غارة جوية من قبل التحالف الذي تقوده الولايات المتحدة بنهاية اليوم. تم دعم البشمركة بالتدريب والمعدات من قبل فريق تدريب من الجيش البريطاني. 

#### كسر الحصار الجزئي لجبل سنجار
في 18 ديسمبر، تقدمت قوات البشمركة بشكل أكبر وتمكنت من استعادة ما مجموعه 700 كيلومتر مربع من الأراضي وفتح ممر من زمار إلى جبل سنجار، مما أدى إلى كسر "الحصار الجزئي" لتلك الجبال. وفقًا لبيان من القيادة الكردية، كانت أعداد كبيرة من مقاتلي داعش يفرون غربًا إلى سوريا وشرقًا إلى الموصل.  بحلول مساء يوم الخميس 18 ديسمبر، تم تنفيذ ما مجموعه 53 غارة جوية. وفقًا للبنتاغون الأمريكي، كانت الغارات الجوية بالقرب من سنجار تستهدف وحدات تخزين داعش، وجرافات، وأبراج حراسة، ومركبات، وثلاثة جسور.  قال المسؤولون الأكراد في 19 ديسمبر إن أكثر من 100 من مقاتلي داعش قد قُتلوا حتى الآن في هذا الهجوم الكردي على سنجار. 

#### هجوم رابعة والتقدم نحو تلعفر
في 19 ديسمبر، بعد يوم واحد من استعادة جبل سنجار، شنت قوات البشمركة هجومًا جديدًا من معبر ربيعة الحدودي باتجاه الجنوب نحو جبل سنجار. تم إطلاق الهجوم الجديد في الساعة 8 صباحًا (05:00 بتوقيت غرينتش)، بهدف تطهير المنطقة شمال جبل سنجار بشكل أكبر.  في الوقت نفسه، بدأت قوات البشمركة على جبل سنجار بالتحرك شمالًا واستولت على سنوني، الواقعة على الطريق إلى ربيعة. 
وبينما انسحب مقاتلو داعش إلى تلعفر والموصل وسط هجمات جوية مستمرة، وسعت قوات البشمركة هجومها إلى تلعفر — وهي مدينة تركمانية كبيرة تقع بين سنجار والموصل واستولى عليها داعش خلال هجومهم في يونيو، وفقًا لما قاله المسؤولون الأكراد. في 19 ديسمبر، كانت قوات البشمركة تقترب من تلعفر، حيث أطلقت المدفعية على مواقع داعش القريبة، وفقًا لما أفاد به السكان. 

#### دخول سنجار والتقدم نحو تلعفر يتعثر
دخلت القوات الكردية مدينة سنجار في ليلة 20 ديسمبر. وتوقف تقدم الأكراد نحو تلعفر قبل 22 ديسمبر، حيث واجهت القوات الكردية مقاومة شرسة من مقاتلي داعش داخل مدينة سنجار.
في 21 ديسمبر، أفيد أن 1,500 مقاتل من البشمركة الكردية العراقية، مدعومين بوحدات ميليشيا محلية، قد طردوا داعش من مركز مدينة سنجار.  بحلول هذا الوقت، كانت القوات الكردية قد استعدت أكثر من 500 ميل مربع من الأراضي، معظمها صحاري وطرق سريعة. في صباح 22 ديسمبر، سيطرت قوات البشمركة على معظم مدينة سنجار. 
بعد بضعة أيام من دخول القوات الكردية إلى سنجار، قال قائد رفيع المستوى في البشمركة في مقابلة إن الدفع نحو المدينة كان سابقًا لأوانه، حيث لم يكن من المخطط استعادة سنجار في هذا الهجوم. ووفقًا له، دخل بعض أفراد البشمركة إلى سنجار دون أوامر للقيام بذلك، بعد رؤية مقاتلي داعش في حالة فرار. 

### هجوم وحدات حماية الشعب
أعلنت قوات روجافا، المعروفة باسم وحدات حماية الشعب (YPG)، في 19 ديسمبر أنها تتحرك جنوبًا نحو الحدود العراقية لإعادة فتح ممر يربط جبل سنجار بالحدود السورية. وكانت وحدات YPG قد فتحت ذلك الممر لأول مرة في أغسطس 2014 لتخفيف معاناة عشرات الآلاف من الإيزيديين العالقين على جبل سنجار.  بعد يومين، أعلنت وحدات حماية الشعب (YPG) أنها قد استولت على ثلاثة قرى على الجانب السوري من الحدود وأربع قرى على الجانب العراقي، وأنها قد أعادت فتح الممر بنجاح.

### العواقب
سيطرت القوات الكردية على مساحة واسعة من جبال سنجار. 

## مقابر جماعية

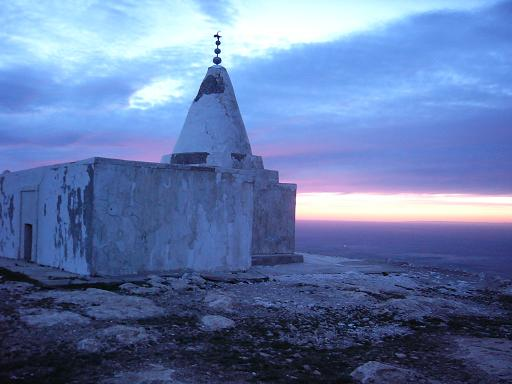
مزار إيزيدي؛ دمر تنظيم الدولة الإسلامية 18 مزارًا من هذا النوع بحلول نهاية عام 2014

في اليوم الثالث من الهجوم، تم الإبلاغ عن العثور على قبر جماعي للإيزيديين يحتوي على 70 جثة. وفقًا للمصادر الكردية، تم العثور على تسعة قبور جماعية للإيزيديين بحلول نهاية الهجوم. كما دمر مقاتلو داعش 18 مزارًا إيزيديًا منذ يونيو 2014. وتم العثور على العشرات من القبور الجماعية.

## إعدام الفارين من داعش
وفقًا للسكان المحليين، نفذت داعش حكم الإعدام بحق أكثر من 45 من أعضائها خلال الهجوم، بسبب فشلهم في الثبات أمام القوات الكردية. في مارس 2015، نفذت داعش مرة أخرى حكم الإعدام بحق 18 من مقاتليها في شمال العراق، وسط اتهامات بأن الرجال قد أرسلوا رسائل نصية إلى العدو الكردي وخططوا للاستسلام، وفقًا للمرصد السوري لحقوق الإنسان.  في مارس 2015، نفذت داعش مرة أخرى حكم الإعدام بحق 18 من مقاتليها في شمال العراق، وسط اتهامات بأن الرجال أرسلوا رسائل نصية إلى العدو الكردي وخططوا للاستسلام، وفقًا للمرصد السوري لحقوق الإنسان. 

## روابط خارجية
- خريطة عسكرية للهجوم على سنجار بقلم أغاثوكل دي سيراكيوز نسخة محفوظة 2016-03-04 على موقع واي باك مشين.
- خريطة عسكرية توضح الوضع في مدينة سنجار بتاريخ 26 كانون الأول/ديسمبر بقلم أغاثوكلي دي سيراكيوز
- تحديثات الغارات الجوية لعملية العزم الصلب